# Internacia Ligo de Esperantistaj Instruistoj
Internacia Ligo de Esperantistaj Instruistoj (з есперанто Всесвітня Ліга Викладачів Есперанто) — міжнародна організація, яка об'єднує викладачів есперанто з 45 країн світу. Була створена 1949 року. 
Є членом UEA — Всесвітньої Есперанто-Асоціації (з 1990), має осередки в 30 країнах світу.
Видає свій журнал «Internacia Pedagogia Revuo», який виходить щонайменше три рази на рік, і проводить щорічні конференції. 
Фахівці організації беруть участь у багатьох освітніх проєктах, пов'язаних з викладанням есперанто.
Штаб-квартира розташована у Роттердамі (Нідерланди).
Президент організації — швейцарська есперантистка Мірей Грожан (з 2012).

## Основні завдання
Основними завданнями організації є:
- впровадження і викладання мови есперанто в школи всіх рівнів;
- досліджування та вирішення педагогічних проблем з мовної освіти;
- видання сучасних навчальних посібників, журналів, книг та брошур з есперанто;
- органіація щорічних міжнародних конференції та семінарів, присвячених мові есперанто;
- співпраця з державними та освітніми установами, а також з іншими організаціями, цілі яких відповідають цілям ILEI.